# رودني بيل
رودني بيل (بالإنجليزية: Rodney Bell)‏ هو راقص نيوزلندي، ولد في 6 فبراير 1971.